# Westernland
Westernland fou un vaixell neerlandès, de la naviliera Nederlandsch-Amerikaansche Stoomvaart Maatschappij, que el 10 d'abril de 1940, en el seu darrer trajecte amb passatgers, salpà del port d'Anvers amb destinació de Nova York, traslladant, entre d'altres, un cert nombre de refugiats de la Guerra Civil espanyola.
Havia estat construït a les drassanes de la Harland & Wolff de Glasgow, el 1917. Desplaçava 16.313 tones, tenia una eslora de 191 m. i una velocitat màxima de 15 nusos. Fou varat com a mercant per a la naviliera Dominion Line, amb el nom de Regina. El 1920, a Belfast, fou convertit en un paquebot, previst per transportar 600 passatgers en cabina i 1.700 de tercera classe. El 1929 fou venut a la naviliera Red Star Line d'Anvers, rebatejat com Westernland i començà els trajectes regulars Anvers-Southampton-Cherbourg-Nova York. El 1939 fou venut a la Nederlandsch-Amerikaansche Stoomvaart Maatschappij. El 1942 fou adquirit per l'Alt Almirallat britànic i convertit en vaixell obrador. Fou barrinat a Blyth el 1947.